# Montclair (New Jersey)
Montclair ist ein Township im Essex County, New Jersey, Vereinigte Staaten. Das U.S. Census Bureau ermittelte bei der Volkszählung 2020 eine Einwohnerzahl von 40.921.
In der Stadt befindet sich die Montclair State University.

## Geographie
Montclair liegt auf dem ersten Höhenzug der Watchung Mountains. Nach dem United States Census Bureau hat die Stadt eine Gesamtfläche von 16,3 km², wobei keine Wasserflächen miteinberechnet sind.

## Geschichte
In dem Gebiet, in dem Montclair liegt, lebten vor der europäischen Besiedlung Indianerstämme der Lenape oder Delaware. Erste englische Siedler siedelten dort ab etwa 1666. Ab 1679 erwarben auch holländische Siedler Land von den Lenape. Der Ort hatte über die Jahre verschiedene Namen, zunächst Speertown, dann Cranetown und schließlich West Bloomfield als Nachbarort von Bloomfield.
Im Jahr 1856 wurde der an das Eisenbahnnetz angeschlossen. 1860 erhielt der mittlerweile eine Pendlerstadt gewordene Ort den heutigen Namen Montclair und erhielt 1868 den verwaltungsrechtlichen Status eines Townships.

## Demographie
Nach der Volkszählung von 2000 gibt es 38.977 Menschen, 15.020 Haushalte und 9.687 Familien in der Stadt. Die Bevölkerungsdichte beträgt 2.388,7 Einwohner pro km². 59,77 % der Bevölkerung sind Weiße, 32,06 % Afroamerikaner, 0,19 % amerikanische Ureinwohner, 3,15 % Asiaten, 0,04 % pazifische Insulaner, 1,77 % anderer Herkunft und 3,03 % Mischlinge. 5,12 % sind Latinos unterschiedlicher Abstammung.
Von den 15.020 Haushalten haben 34,3 % Kinder unter 18 Jahre. 47,2 % davon sind verheiratete, zusammenlebende Paare, 14,1 % sind alleinerziehende Mütter, 35,5 % sind keine Familien, 29,3 % bestehen aus Singlehaushalten und in 8,6 % Menschen sind älter als 65. Die Durchschnittshaushaltsgröße beträgt 2,53, die Durchschnittsfamiliegröße 3,16.
25,6 % der Bevölkerung sind unter 18 Jahre alt, 6,6 % zwischen 18 und 24, 31,9 % zwischen 25 und 44, 24,1 % zwischen 45 und 64, 12,0 % älter als 65. Das Durchschnittsalter beträgt 38 Jahre. Das Verhältnis Frauen zu Männer beträgt 100:86,3, für Menschen älter als 18 Jahre beträgt das Verhältnis 100:80,7.
Das jährliche Durchschnittseinkommen der Haushalte beträgt 74.894 USD, das Durchschnittseinkommen der Familien 96.252 USD. Männer haben ein Durchschnittseinkommen von 64.151 USD, Frauen 43.520 USD. Das Prokopfeinkommen der Stadt beträgt 44.870 USD. 5,6 % der Bevölkerung und 3,9 % der Familien leben unterhalb der Armutsgrenze, davon sind 5,4 % Kinder oder Jugendliche jünger als 18 Jahre und 7,2 % der Menschen sind älter als 65.

## Städtepartnerschaften
Montclair ist mit folgenden Städten partnerschaftlich verbunden:
- Graz (Österreich), seit 1950
- London Borough of Barnet (Großbritannien), seit 1981
- Aquilonia, Kampanien (Italien), seit 2007

## Söhne und Töchter der Stadt
| - Buzz Aldrin (* 1930), Astronaut (Apollo 11; zweiter Mann auf dem Mond) - William Andre (1931–2019), Pentathlet - Jeffrey J. W. Baker (* 1931), Biologe und Autor - Barbara Bonney (* 1956), Sopranistin - Bob Bradley (* 1958), Fußball-Nationaltrainer der USA - Mark Bright (1955–2024), Comiczeichner - Ralph L. Brinster (* 1932), Genetiker - Jacqueline Brookes (1930–2013), Schauspielerin - George S. Brown (1918–1978), General der US Air Force - James S. Brown Jr. (1892–1949), Kameramann - Richard Burgi (* 1958), Filmschauspieler - James Colgate Cleveland (1920–1995), Politiker - Kristen Connolly (* 1980), Schauspielerin - Tim Cook (* 1984), Eishockeyspieler - Jim Courter (* 1941), Politiker - Garry Dial (* 1954), Jazz-Musiker und Komponist - John Diercks (1927–2020), Komponist und Pianist - Jennifer Dore (* 1968), Ruderin - Dave Douglas (* 1963), Jazz-Trompeter und Komponist - Christopher Durang (1949–2024), Dramatiker und Schauspieler - Hussein Fatal (1973–2015), Rapper - Michael Joseph Fitzgerald (* 1948), römisch-katholischer Geistlicher, Weihbischof in Philadelphia - Gregory Gates (1926–2020), Ruderer - Chris Gloster (* 2000), Fußballspieler - Peter Greene (* 1965), Schauspieler - James A. Guest (* 1940), Anwalt und Politiker - Dean Hamer (* 1951), Genetiker |  |  | - Sterling Hayden (1916–1986), Schauspieler - Louis Jean Heydt (1903–1960), Schauspieler - Herman Hupfeld (1894–1951), Songwriter - Charles Bartlett Johnson (* 1933), Unternehmer - Rich Kenah (* 1970), Mittelstreckenläufer - George Joseph Kresge (1935–2024), Mentalist - Anne LaBastille (1935–2011), Autorin und Ökologin - Joseph Lamb (1887–1960), Ragtime-Pianist und -Komponist - Daniel Franklin Lane (* 1973), Vogelkundler und Vogelillustrator - Joshua Lederberg (1925–2008), Genetiker und Nobelpreisträger - Donna Leon (* 1942), Schriftstellerin - Marty Liquori (* 1949), Mittel- und Langstreckenläufer - Todd McCaffrey (* 1956), Science-Fiction-Schriftsteller - Joe McNally (* 1952), Fotograf - Trevor Moore (1980–2021), Schauspieler, Regisseur und Comiczeichner - Meg Morris (* 1992), Fußballspielerin - Itty S. Neuhaus (* 1961), Künstlerin - Kal Penn (* 1977), Schauspieler - Peggy Pope (1929–2020), Schauspielerin - Marion Post Wolcott (1910–1990), Fotografin - Ronald T. Raines (* 1958), Biochemiker - Ben Rosenfield (* 1992), Filmschauspieler - Duncan Sheik (* 1969), Singer-Songwriter und Gitarrist - A. Michael Spence (* 1943), Wirtschaftswissenschaftler - Nancy Springer (* 1948), Schriftstellerin - Elaine Stewart (1930–2011), Schauspielerin - Grace Wahba (* 1934), Mathematikerin und Hochschullehrerin - Jenny Owen Youngs (* 1981), Sängerin |

## Nachweise
1. ↑  www.montclairnjusa.org. (abgerufen am 18. Dezember 2024).
2. ↑  Explore Census Data Total Population in Montclair township, Essex County, New Jersey. US Census Bureau, abgerufen am 18. Dezember 2024 (englisch).
3. ↑  Website Montclair – Montclair History (englisch), abgerufen am 5. Oktober 2018
4. ↑  Website Montclair – Montclair's Sister Cities, abgerufen am 5. Oktober 2018